# 전주용흥초등학교
전주용흥초등학교는 대한민국 전북특별자치도 전주시 완산구 삼천동1가에 있는 초등학교다.

## 학교 연혁
- 2000.09.01 전주용흥초등학교 개교(1-5학년 32학급 편성)
- 2013.03.01 용흥초등학교 병설유치원, 특수반 신설
- 2019.02.15 제18회 졸업식 졸업생 159명(총 5,337명)
- 2019.03.01 제7대 김숙현 교장 부임
- 2020.03.01 30(1)학급 편성(798명)

## 학교 상징
- 교화 - 장미 : 향기롭고 아름다운 장미꽃처럼 원만한 인품과 바른 몸가짐을 가진 용흥 어린이로 성장하기를 바람.
- 교목 - 소나무 : 사철 푸른 기상과 굳은 절개의 표상으로 어떤 역경에도 굴하지 않고 지조가 강한 의지 있는 용흥 어린이로 성장하기를 바람.
- 교조 - 비둘기 : 순결과 평화를 상징하는 비둘기처럼 깨끗한 품위로 사랑과 질서를 지키며 더 높고 더 넓은 하늘을 향해 마음껏 비상하는 용흥 어린이가 되기를 바람.

## 참고 자료
- 전주용흥초등학교 - 한국교육학술정보원 학교알리미